# Charlotte Gosselin
Charlotte Gosselin (née en 1996 à Sherbrooke, Québec) est une autrice de bande dessinée, illustratrice et artiste interdisciplinaire québécoise. Son travail croise la bande dessinée, le dessin grand format, la poésie et la vidéo . Elle aborde des thèmes liés à l’intimité, à la santé mentale, aux ruptures et aux paysages intérieurs.

## Biographie
Charlotte Gosselin suit tout d'abord une formation en tourisme d'aventure, puis enchaîne après une année sabbatique avec une formation d'un an en arts visuels à l’Université du Québec à Chicoutimi. Elle s’intéresse aux récits fragmentés et aux liens entre le corps et l’environnement.
Son premier roman graphique, Je prends feu trop souvent (2022), met en scène une femme en crise qui tente de réapprendre à vivre dans un monde trop vaste et trop bruyant. La narration oscille entre journal intime, rêve éveillé et exploration psychologique. 
Son second livre, La glace part en morceaux, prévu pour septembre 2025, aborde les relations de codépendance et les mécanismes de survie psychologique. L’ouvrage explore aussi le motif de la glace comme métaphore de l’immobilité, du repli et de la lente guérison.

## Thèmes et style
Ses œuvres explorent :
- la santé mentale et les états de crise intérieure[5] ;
- la vulnérabilité et le corps en mutation ;
- les ruptures affectives et la solitude ;
- les paysages nordiques, la glace, l’hiver, comme symboles d’introspection[6].

Son style graphique est marqué par un trait instinctif, des compositions libres, une utilisation expressive de l’espace vide et des superpositions texte-image.

## Résidences
Charlotte Gosselin a participé à plusieurs résidences de création :
- Villa Marguerite Yourcenar, France, juin 2023[8].
- La Marelle, Friche Belle de Mai, Marseille, septembre 2023[9].
- La Maison des auteurs de la cité de l'image et de la bande dessinée, Angoulême, dans le cadre du programme de résidence BD Angoulême–Bilbao–Québec[10]
- Azkuna Zentroa, Bilbao[11]